# La Sala (Alts Alps)
La Sala-las-Aups (en francès La Salle-les-Alpes) és un municipi francès situat al departament dels Alts Alps i a la regió de Provença – Alps – Costa Blava.

## Demografia
| 1856                                       | 1962 | 1968 | 1975 | 1982  | 1990 | 1999 | 2006 | 2018 |
| ------------------------------------------ | ---- | ---- | ---- | ----- | ---- | ---- | ---- | ---- |
| 1440                                       | 529  | 701  | 791  | 1.009 | 981  | 976  | 891  | 959  |
| Des de 1962: població sense dobles comptes |      |      |      |       |      |      |      |      |

## Administració
| Període           | Identitat      | Partit        |
| ----------------- | -------------- | ------------- |
| 1989-2001         | Patrick Ollier | RPR           |
| 2001-2017         | Alain Fardella | PRG           |
| maig de 2017-2020 | Gilles Perli   |               |
| 2020-             | Émeric Salle   | divers droite |